# Мягченков, Александр Васильевич
Алекса́ндр Васи́льевич Мя́гченков (род. 16 февраля 1954, Щербаков (Рыбинск), Ярославская область) — российский тележурналист, телеведущий, режиссёр, актер.

## Биография
Родился 16 февраля 1954 года в Щербакове (Рыбинск).
В 1975 году окончил Государственный институт театрального искусства им. А. В. Луначарского (РАТИ-ГИТИС), курс Иосифа Раевского и Павла Хомского.
В 1975 году проходил стажировку в театральной школе имени Ганса Отто г. Лейпциг (Германия).
С 1975 по 1989 год — актер Московского драматического театра им. А. С. Пушкина. Играл на сцене и в кино, лауреат многочисленных конкурсов.
В 1988 году пришел на телевидение, работал в Молодёжной редакции, Творческое объединение «Эксперимент».
В 1989 году окончил Институт повышения квалификации работников радио и телевидения.
С 1989 по 1994 год был автором и ведущим телепрограммы «НЛО: необъявленный визит».
С 1994 по 2004 год вел на различных телеканалах (Первом, РТР, 2x2, Телеэкспо, 31 канал/М1, ТВ-3) ряд проектов о загадочных явлениях — «Экстро-НЛО», «Мир будущего», «Непознанное», «Охотники за привидениями» и др.
В 1992 году написал книгу «Пришельцы рядом» (Лауреат премии «Лучшие перья России») и стал главным редактором альманаха «Космический век».
С 1999 по 2004 год — автор, ведущий и руководитель телевизионной программы о театре — «Билет для вас», каналы СТС и 31 канал/М1.
С 2005 года по 2011 год — автор, ведущий и руководитель программы о театре «Люди и премьеры» на телеканале «Столица».
С 2005 по 2007 год был руководителем специального проекта телеканала «Столица» «Золотая коллекция», осуществлявшего съёмки и показ в эфире лучших спектаклей московских театров.
С 4 сентября 2006 года автор и ведущий ежедневной телевизионной программы «Разговор с Александром Мягченковым» на телеканале «Столица», затем на телеканале «Доверие» и «Москва. Доверие», «Театр» на телеканале «Точка ТВ».
С сентября 2012 года художественный руководитель и продюсер телеканала «Театр».
C 2013 года — художественный руководитель Медиа-проекта «АRТИСТ».
С октября 2016 года — креативный продюсер телеканала «Точка ТВ» и "АРТ.ТВ".
С 2008 года Мягченков начал публиковаться как журналист в журналах «Театрал», «Театральная жизнь».
с 10 марта 2022 года  — ведущий программы «Легенды науки» на телеканале «Звезда».
Награды
1992 год в литературе — Лауреат премии «Лучшие перья России».
1996 год телевидение — за цикл передач о Российском флоте награждён серебряной медалью «300 лет Российскому Флоту»
2004 год в театре — Лауреат премии «Театрал» (за телепрограмму «Билет для вас»)
2005 год в благотворительности — награждён медалью «Честь и польза» Благотворительного фонда «Меценаты Столетия»
2008 год в театре — Лауреат конкурса «Единение» (за программу «Люди и премьеры»)
2008 — Лауреат пятой гранд-выставки «Лучшие проекты России», которая проходила в Совете Федерации России (за телепрограмму «Люди и премьеры»)
2009 год — Участник конкурса «Профессия — журналист»(с телепрограммой «Ночной разговор»)
2009 год — Лауреат международного фестиваля «Русский стиль» (за телепрограмму «Ночной разговор»)
2009 год — награждён дипломом Московской Городской организации писателей России "За верное служение отечественной литературе с вручением медали «55 лет Московской городской организации Союза писателей России: 1954—2009»
2010 год в литературе — Лауреат Международного литературного конкурса, посвящённого 65-летию Победы в Великой Отечественной войне Ассоциации русскоговорящих авторов в Австралии и Новой Зеландии (за телепрограмму «Разговор с Александром Мягченковым»)
2010 — Программа «Разговор с Александром Мягченковым» — лауреат специального приза президента Российского фонда культуры Никита Сергеевич Михалков на Международном телекинофоруме «Вместе» (Ялта, 2010) в номинации «Лучший ведущий».
2010 — Программа «Разговор с Александром Мягченковым» — лауреат Международного литературного фестиваля «Русский стиль-2010» (Германия, Австрия, Швейцария) в номинации «Лидер партнерства»
2011 — награждён почётной медалью издательства «Известия»
2009, 2010, 2011, 2012 — лауреат литературного фестиваля «Русский стиль» (Германия)
2007, 2008, 2009 — номинант на телевизионном фестивале «ТЭФИ» в номинации «Лучший интервьюер».
2011 — Программа «Разговор с Александром Мягченковым» — лауреат Международного телекинофорума «Вместе» (Ялта-2011) в номинации «Лучший интервьюер».
2018 — лауреат Золотой премии международного театрального фестиваля «Золотой Витязь».
Член Союза писателей России, член Союза театральных деятелей РФ, член Союза журналистов России. Имеет правительственную награду.
Участие в театральных фестивалях.
В 2009, 2010, 2011, 2012, 2013, 2014, 2015, 2016, 2017, 2019, 2020, 2021, 2022, 2024 годах член жюри международного театрального фестиваля «Золотой Витязь».
В 2012, 2013, 2014, 2015, 2016 годах — член жюри Международного театрального фестиваля «Театральный Олимп» (Сочи).
В 2016, 2018 годах — член жюри Международного театрального фестиваля «У Золотых ворот» (Владимир).
2017 год — член жюри театрального фестиваля имени Александра Вампилова (Иркутск).
В 2017, 2021, 2023 годах — член жюри театрального фестиваля имени А. М. Горького (Нижний Новгород).
2018, 2020 год — член жюри Международного театрального фестиваля русских театров республик Северного Кавказа, стран Черноморско-Каспийского региона, ближнего и дальнего зарубежья (Махачкала).
В 2019, 2023 — член жюри 1-го и 2-го Международного театрального фестиваля во Владимире «Театр. Территория единения».
2019 — член жюри театрального фестиваля «Открытая сцена» в Карачаево-Черкесии (Домбай).
2019 — член жюри 11-го Международного театрального фестиваля «МОЛДФЕСТ» (Кишинёв).
2019, 2020, 2022, 2023 годы — член жюри Международного фестиваля русских театров России и зарубежных стран «Мост дружбы» (Йошкар Ола).
2021 год — член жюри Международного театрального фестиваля «На родине Чехова» (Таганрог).
2021, 2022 гг. — председатель жюри 15-го и 16-го Международного театрального фестиваля «Соотечественники» (Саранск).
2024 год - член жюри Всероссийского театрального фестиваля "Княгиня Ольга" (Владимир).

### Театральные работы
- «Пятый десяток» (1978) — Петя
- «Джельсомино» (Дж. Родари) — Кот, центральная роль
- «Дети солнца» (М. Горький) — Мишка
- «Аленький цветочек» (С. Т. Аксаков) — Антон, племянник
- «Ночью без звезд» (А. Штейн) — Никита Бессмертный
- «Моя любовь на третьем курсе» (М. Шатров) — Алексей, главная роль
- «Легенда о Паганини» Джоаккино https://teatrpushkin.ru/spektakli/detail/legenda-o-paganini/
- «Судьба человека» сын Андрея Соколова
- «Пропасть» (Лауринчукас) — Фред
- «Когда город спит» (А. Чхеидзе) — Дато
- «Протокол одного заседания» (А. Гельман) — Толя
- «Обручение» (М. Метерлинк) — Рок
- «Разбойники» (Ф. Шиллер) — Гримм
- «Из пламя и света» (А. Червинский) — Лермонтов, главная роль, Мартынов.
- Режиссёр спектаклей «Прелести измены», «Семейная реликвия» Московский драматический театр имени Пушкина.
- Режиссёр-постановщик спектакля «Исповедь Тенора» во Владимирском академическом театре драмы, в главной роли народный артист СССР, солист Большого театра Владислав Иванович Пьявко. (2019 год, сентябрь).
- Режиссёр спектакля к 100-летию народного артиста СССР Анатолия Папанова "Вспоминая прошлое с надеждой на будущее". Моноспектакль в исполнении актрисы Елены Папановой.
- Режиссёр-постановщик и автор сценической версии спектакля «ЛЕС плюс» во Владимирском академическом театре драмы. Спектакль посвящен 200-летию Александра Николаевича Островского. Премьера состоялась 27 марта 2023 года в Международный день Театра.
- Режиссёр-постановщик спектакля «Лес» в Академическом русском театре драмы имени Константинова (Йошкар Ола). Премьера состоялась 12-13 июня 2024 года.

### Роли в кино
- 1974 — Здравствуйте, доктор! — эпизод
- 1975 — Тимур Фрунзе (телефильм) — одноклассник
- 1977 — Провинциальная история (фильм-спектакль) — Духовской
- 1981 — Шофер на один рейс

Документальное кино.
Автор сценария и ведущий документальных фильмов.
«Путь домой. Вахтанговские хроники» (Государственный Театр им. Евг. Вахтангова, 2023)
«По следам Вахтангова» (Государственный Театр им. Евг. Вахтангова, 2020)
«Эдип в Эпидавре» (Государственный Театр им. Евг. Вахтангова, 2016—2017)
Руководитель и ведущий телевизионных проектов
«Разговор с Александром Мягченковым» (2006—2023, телеканалы «Столица», «Доверие», «Москва. Доверие», «Театр», «Точка ТВ»), более 2 500 выпусков. Номинант телевизионной премии ТЭФИ (2008) в номинации «Лучший интервьюер».
«Дневники театральных фестивалей» (Сочи, Владимир, Липецк, Сергиев Посад, Нижний Новгород, Ульяновск, Иркутск, Улан-Батор, 2012—2023). 
«Люди и премьеры» (2005—2020, каналы «Столица», «Театр»), более 500 выпусков
«Билет для вас» (2003—2004, канал «М 1»), более 100 выпусков
Награды в документальном кино
Документальный фильм «Путь домой. Вахтанговские хроники» (2023, автор сценария и ведущий)
Победитель Премии за доброту в искусстве «На благо мира» (Москва, 2024)
Победитель VIII Международного кинофестиваля «Белые ночи. Фильм. Фестиваль» (Санкт-Петербург, 2024)
Победитель Международного кинофестиваля «Сочи. Фильм. Фестиваль» (Сочи, 2024)
Лауреат специального Золотого Диплома XXXIII Международного кинофорума «Золотой Витязь» (Омск, 2024)
Специальный приз V Северо-Кавказского онлайн-кинофестиваля «X-KinoFest» (Владикавказ, 2023)
Победитель в номинации «Документальный фильм: лучший сценарий» Всероссийского кинофестиваля «Белая птица» (Казань, 2023)
Документальный фильм «По следам Вахтангова» (2020, автор сценария и ведущий)
Гран-при Международного кинофестиваля «The Gladiator Film Festival» (Турция, 2022)
Гран-при Международного кинофестиваля «Andromeda Film Festival» (Турция, 2022)
Гран-при I Международного кинофестиваля «Любовь в каждом сердце» (Москва, 2021)
Победитель I Международного кинофестиваля «Viffka» (Воронеж, 2022)
Номинант Международного кинофестиваля «Cannes Shorts» (Франция, 2022)
Официальный отбор Международного кинофестиваля «Paradise» (Венгрия, Будапешт, 2022)
Документальный фильм «Эдип в Эпидавре» (2017, автор сценария и ведущий)
Гран-при III Международного кинофестиваля фильмов об искусстве «Влюбленные в искусство» (Санкт-Петербург, 2019)
Гран-при II Международного кинофестиваля «Сезон любви» (Москва, 2018)
Финалист III Международного кинофестиваля фильмов об искусстве «Logcinema Theatre on Films» (Аргентина, 2019)
Полуфиналист III Международного кинофестиваля документального кино «West Side Mountains Doc Fest» (Греция, 2020)
Официальный отбор V Международного кинофестиваля фильмов об искусстве «Master of Art» (Болгария, София, 2020)